# Vatica havilandii
Vatica havilandii är en tvåhjärtbladig växtart som beskrevs av Dietrich Brandis. Vatica havilandii ingår i släktet Vatica och familjen Dipterocarpaceae. Inga underarter finns listade i Catalogue of Life.